# وردنه

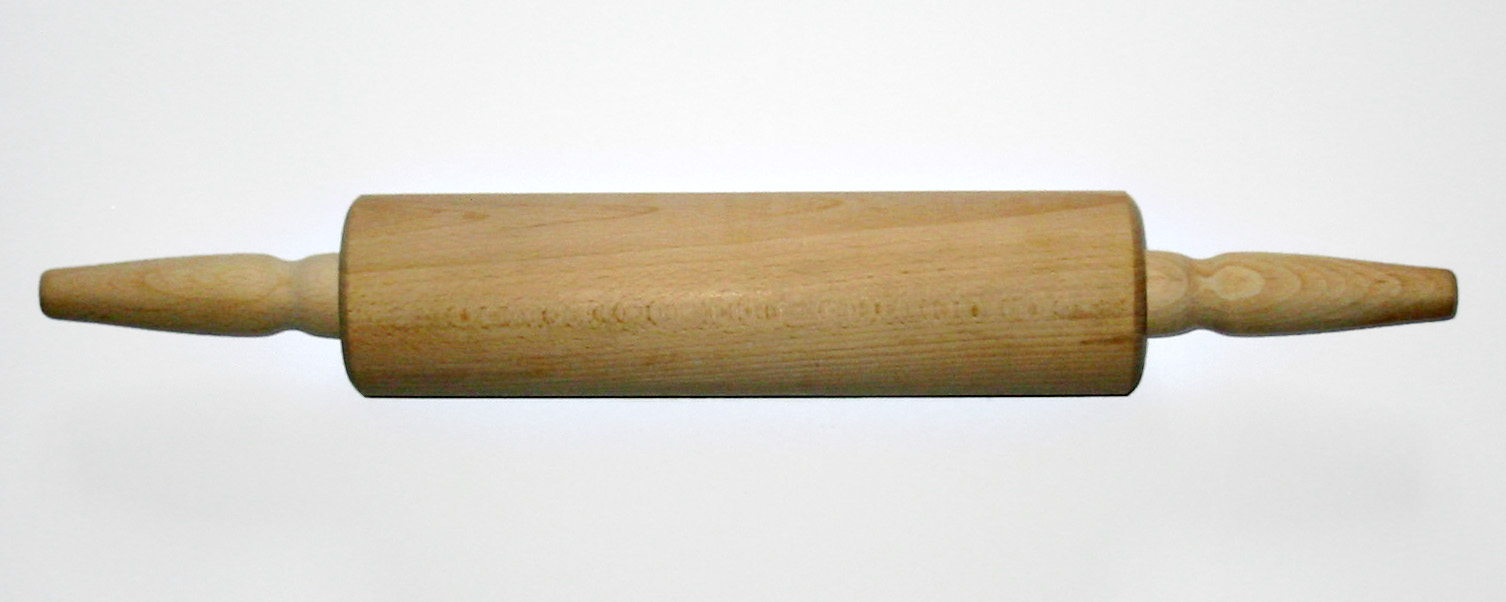
یک وردنهٔ چوبی

وَردَنه، استوانه‌ای است معمولاً از جنس چوب که دو سر آن باریک و وسط آن بزرگتر است که خمیر را با آن پهن می‌کنند. وردنه‌هایی با اندازه‌های مختلف از جنس شیشه و استیل و پلاستیک نیز ساخته شده‌اند.

## تاریخچه
وردنه جزو اولین ابزار قنادی ساخته شده‌است. اولین قومی که استفاده از وردنه را در نقاشی‌هایشان ثبت کردند، قوم اِتروسک Etruscans بودن. این قوم که از حدود ۷۰۰ سال پیش از میلاد تا اواسط سده اول پیش از میلاد در شبه جزیرهٔ ایتالیا زندگی می کردن، همزمان با شکوفایی جمهوری روم و با حملهٔ یونانی‌ها و گُل‌ها Gauls (نژادی از فرانسه) از بین رفتند. قوم اِتروسک بسیار در زمینه کشاورزی و تهیهٔ غذا پیشرفته بودن و ابزار زیادی در این زمینه‌ها می‌ساختند که وردنه یکی از آنهاست.
از آنجا که فعالیت‌های مربوط به کشاورزی و پخت غذا در این فرهنگ جایگاه ویژه‌ای داشت، نقاشی‌هایی با مضمون مذکور روی کوزه‌ها، دیواره‌ها و حتی قبرستان‌هایشان به چشم می‌خورد. برخی از ابزارهای آشپزی این قوم نیز که یافت شده بودند، در موزه‌ها نگهداری می‌شوند.

## انواع وردنه
دو نوع اصلی وردنه وجود دارد: وردنه آمریکایی (Roller) و وردنه فرانسوی (Rod).
وردنه آمریکایی یک استوانه است که دو دسته در دو طرف آن قرار دارد. این وردنه معمولاً یک محور وسطی دارد که چرخش و استفاده از وردنه را آسان‌تر می‌کند.
وردنه فرانسوی کاملاً بدون دسته است و به‌صورت یک استوانه ساده طراحی شده‌است. در برخی از وردنه‌های فرانسوی، قطر وردنه در طول کامل آن یکسان است، در حالی که در برخی دیگر در دو انتها کمی باریک‌تر می‌شود.
به عبارت دیگر، وردنه آمریکایی دو دسته دارد و محور وسطی را داراست، در حالی که وردنه فرانسوی بدون دسته است و ممکن است در انتهای آن باریک‌تر شود.

## نگارخانه

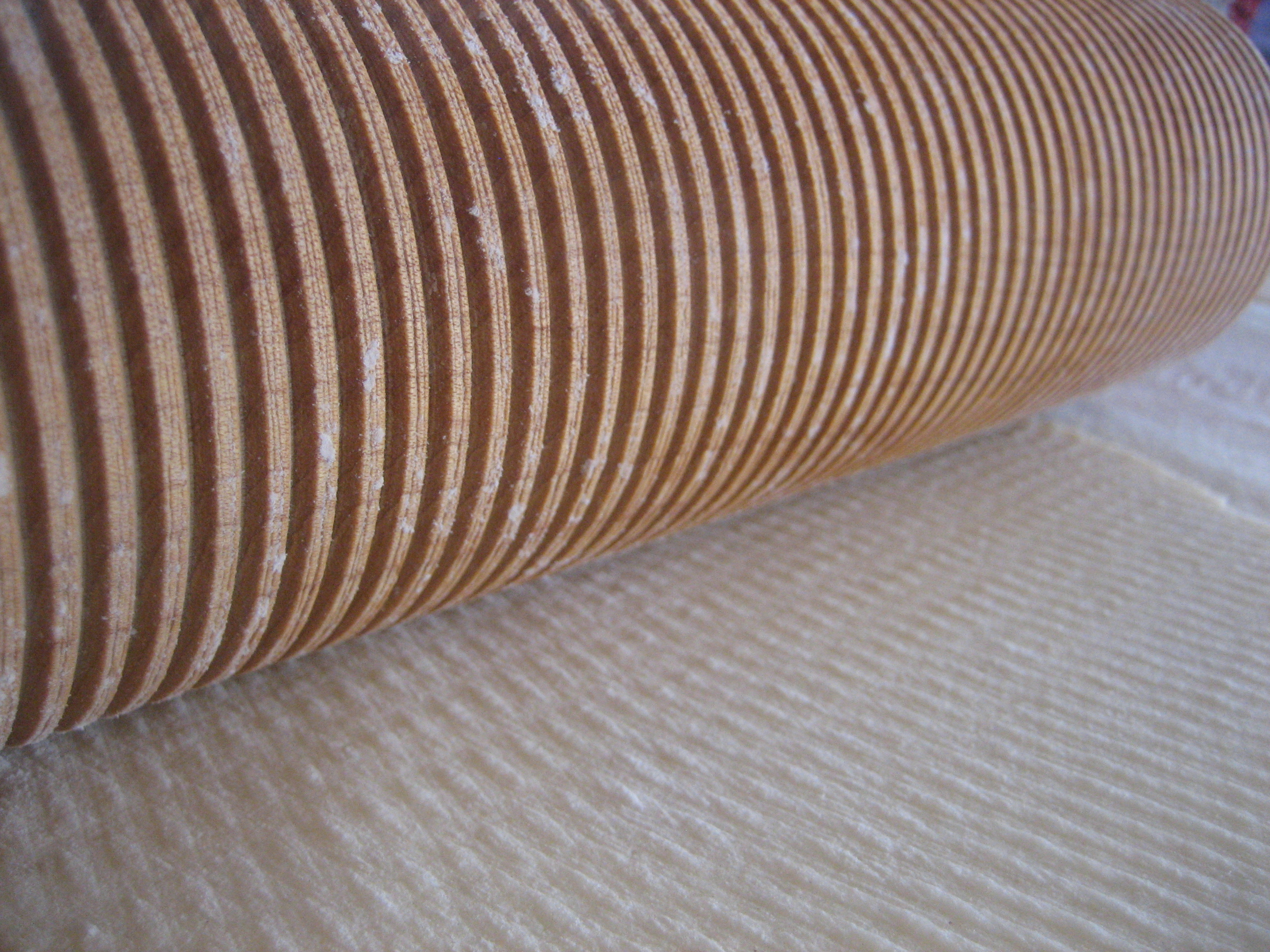
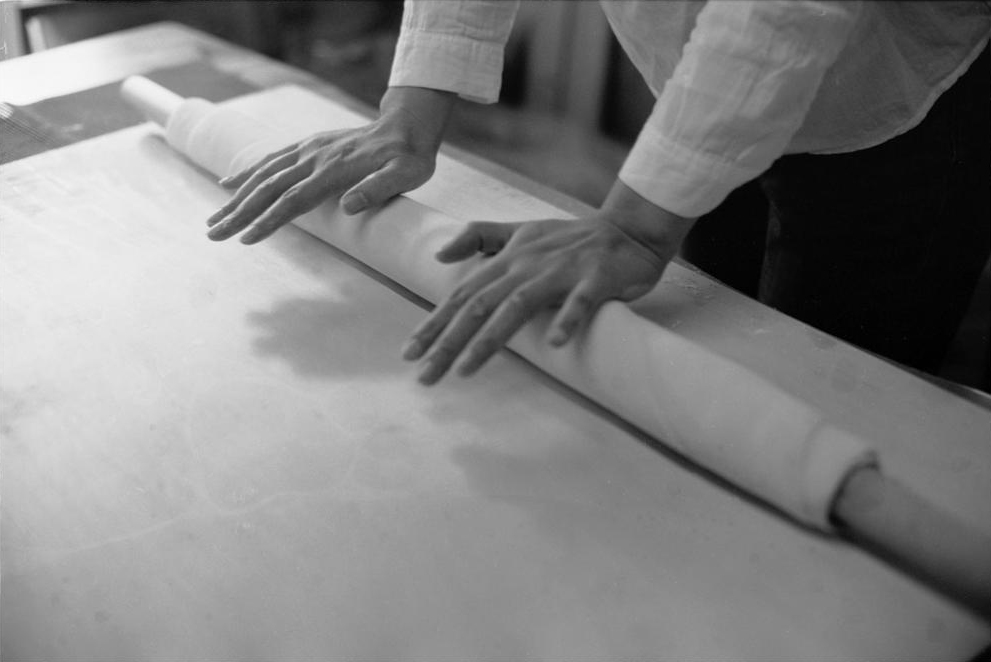
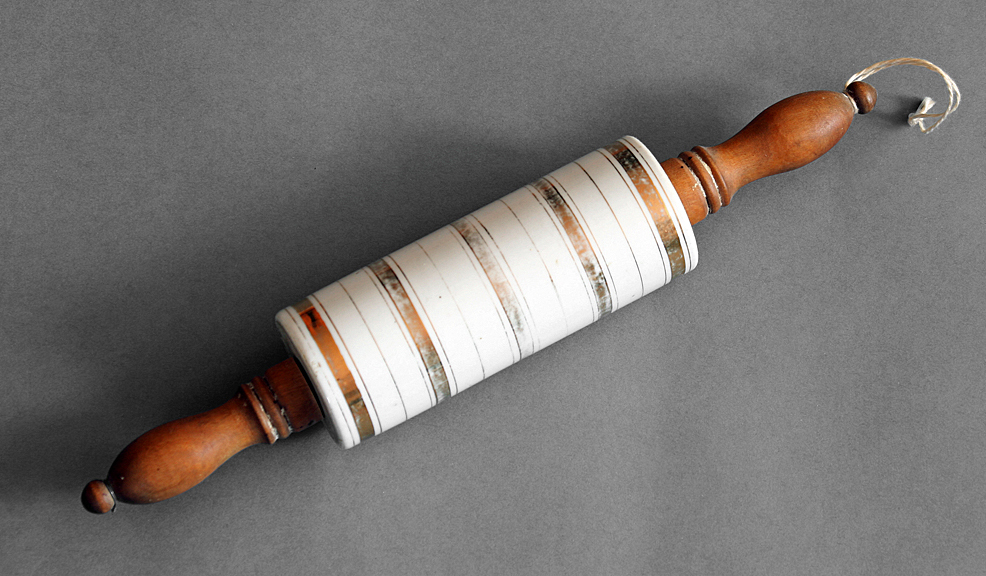
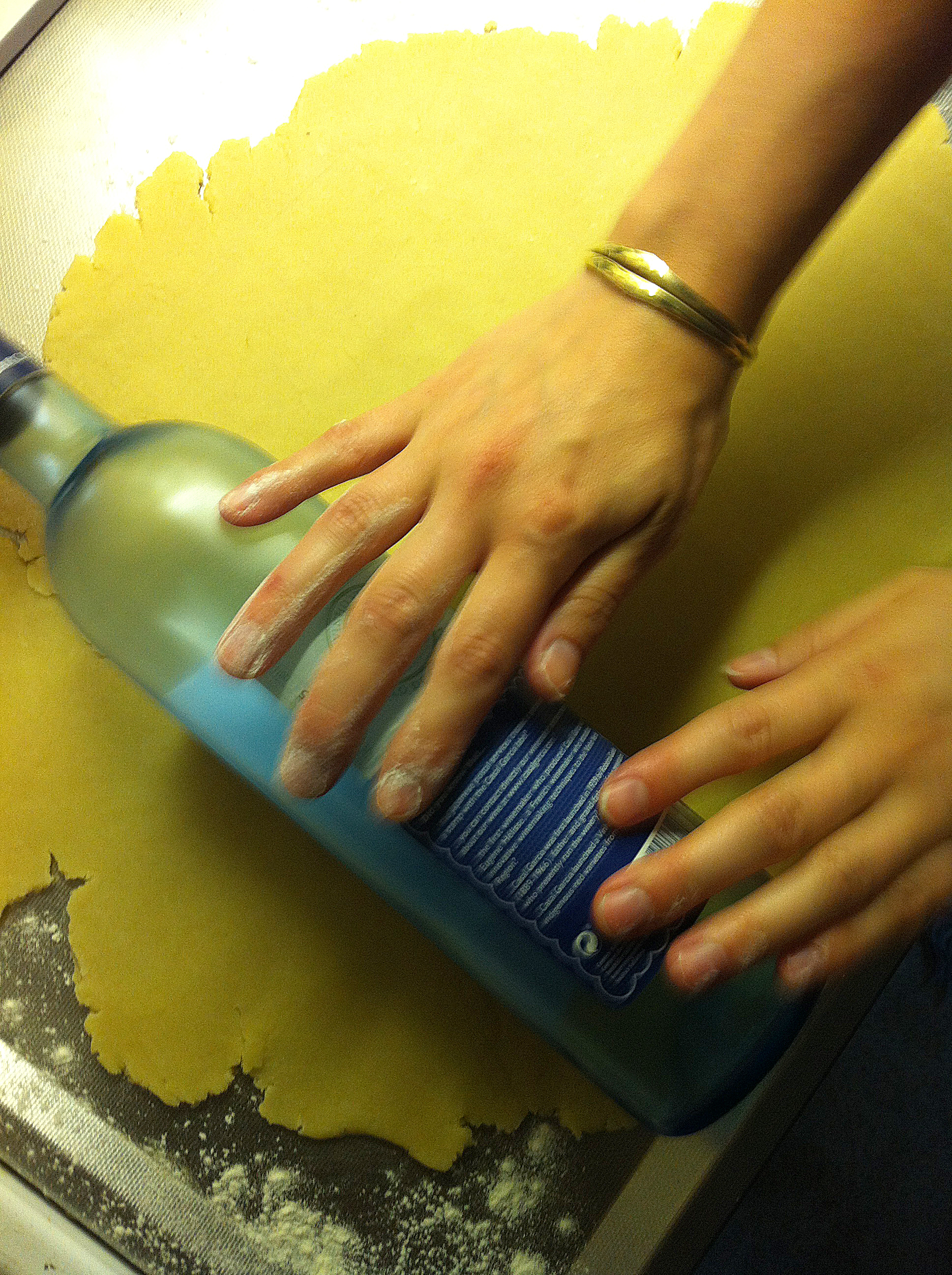